# Krešimir Ier
Krešimir Iᵉʳ est roi de Croatie vers 935-945. 

## Règne
Krešimir Iᵉʳ succède à Trpimir II et règne entre 935 et 945. À sa mort, son fils aîné Miroslav lui succède,.